# Col de Luens
Le col de Luens est un col des Alpes françaises situé dans les Alpes-de-Haute-Provence. Il fait communiquer les vallées du Verdon et de l'Artuby. Il se situe sur la route nationale 85 – connue sous le nom de « route Napoléon » –, entre Castellane et Séranon et sépare les communes de La Garde et Peyroules.

## Cyclisme
Le col a été franchi par la course Paris-Nice 2012 lors de la septième étape reliant Sisteron à Nice.